# Atanáš
Svatý Atanáš Alexandrijský (řecky Athanasios, polatinštěle Athanasius, počeštěle též Athanáš či Atanázius; asi 295 – 2. května 373) je jednou z nejvýznamnějších osobností křesťanského starověku. Svatý Řehoř Naziánský jej nazval „sloupem církve“ a jeho následovníci ho obdařili přízviskem „Veliký“.

## Život
Atanáš se narodil v Alexandrii. Byl synem křesťanských rodičů, měl řecké vzdělání a jeho učitelem byl mnich Antonín Veliký. Jako mladý jáhen (diákon) alexandrijského biskupa Alexandra jej cca kolem roku 318 ovlivnil, aby se ostře postavil proti Areiovi a jeho učení. Zúčastnil se Nicejského koncilu, svolanému císařem Konstatinem, kde bylo roku 325 odsouzeno ariánství (tzv. Nicejské vyznání víry).
Křesťanská církev v Egyptě čelila těžkému rozkolu, který se rozšířil i jinam. Klid nenastal ani po Nicejském koncilu. Musel zasahovat císař Konstantin, který povolal Area z vyhnanství a naopak jím postihl Atanáše (Athanasia). Celkově se Konstantin projevoval v záležitostech křesťanské víry poměrně nerozhodně či přímo zmatečně, což objasňuje jeho přístup vůči Areiovi. Ten byl v roce 327 rehabilitován, o šest let později byl znovu odsouzen a teprve po vypuzení Athanasia byl nakonec povolán zpět.
Po smrti biskupa Alexandra (328) se Atanáš stal jeho nástupcem na patriarchálním stolci a hlavou egyptské církve. V té době mu bylo 33 let (jiné zdroje mluví o tom, že v té době ještě neměl kanonický věk). Celkem pětkrát byl poslán do vyhnanství (335, 339, 356, 362 a 365), ale nedal se tím zlomit ve svých názorech. Roku 335–337 našel útočiště v Trevíru u biskupa Maxima a další vyhnanství prožil v blízkosti Alexandrie. Snažil se také získat na svou stranu semiariány a smířit se s apolinaristy.
Katolická církev si jeho památku připomíná 2. května, ctí jej jako učitele církve a počítá jej mezi čtyři největší východní církevní otce. Východní církev ho obdařila titulem „otec ortodoxie“. Jeho hrob se nachází v kostele svatého Kříže v Benátkách.

## Učení

### Hypotetické výroky o Trojici
Atanázius učí, že Trojice nezávisí na Stvoření. Syn je stejně věčný jako Otec, plození syna nemá počátek v čase. Syn není zrozen kvůli stvoření, ale naopak, jsme stvořeni pro něho. Syn by tedy existoval spolu s Otcem, i kdyby nedošlo k stvoření.
Tyto hypotetické výroky zdůraznily transcendenci Boha vůči světu, přisuzují transcendenci Boha vůči světu. Přisuzují také tutéž transcendenci Otci i Synu, který pochází z Otcovy podstaty, a proto platí, že v Otci a Synu je jediné božství (Kristus je stejné podstaty s Otcem). Atanáš se také proslavil větou (která však nepochází od něj[zdroj?]), že „Bůh se stal člověkem, aby se člověk stal Bohem“ (De incarnatione 54).
„Východiskem jeho theologie byla zásadní úvaha: nemohli bychom být spaseni, kdyby se Bůh nebyl stal člověkem, kdyby tedy Kristus nebyl Bohem. Tím, že se logos (Slovo) jakožto Bůh spojil a sjednotil s lidskou přirozeností, zbožštil lidskou přirozenost. Překonav smrt svým vzkříšením, zneškodnil ji i pro nás. Duch svatý pak vychází z Otce skrze Syna.“
Atanáš naopak není autorem tzv. Atanášova vyznání víry, nazývaného též vyznání Quicumque, které mu tradicí bylo připisováno.

### Učení o Duchu svatém
Atanáš se také jako první věnoval postavení Ducha svatého, které se objevuje v jeho Listech Seraphinových. Zde poprvé formuluje úplnou trinitární teologii a podrobně se zabývá Duchem Svatým stejně jako Synem. Duch je Tvor, patří k jedné a neměnné Trojici, která je jediným Bohem. Tento způsob jednání Trojice se týká jak stvoření, tak díla spásy. Duch svatý je homoúsios vzhledem k Otci i Synu. Stejně jako Syn je z Otce, tak také duch svatý je z Otce a zároveň vychází skrze Syna. Božství Syna a Ducha garantuje bezprostřední kontakt člověka s Bohem i skutečnost, že v díle zjevení a spásy se člověku skutečně daruje Trojjediný.

### Arius proti Atanášovi
Arius (asi 250–336) byl Atanáziovým odpůrcem ve věci trinitologie. Jeho učení spočívalo na základě, že Syn byl Otcem zplozen a tudíž má svůj počátek. O Duchu svatém učil, že je tím prvním, koho Syn stvořil, protože Syn učinil všechny věci. Základ ke svým výrokům nalezl v Písmu (Mt 28,18; Mt 28,18; Mk 13,32; l K 15,28). Podstata sporu spočívala v tom, že Atanázius Boží jednotu zastával, a přitom rozlišoval mezi třemi základními přirozenostmi v Bohu. Učil, že Syn byl zplozen. Atanázius odmítal zrození před věky a tvrdil, že šlo o věčný a vnitřní Boží čin.
Boj proti ariánství byl Atanášovým životním posláním. V božství Ježíše viděl základ křesťanské víry, a proto pro něj arianismus představoval konec křesťanství. Toto božství bylo pro něj důležité, protože věřil, že na něm závisí spása člověka. Toto téma se objevuje v Promluvě o vtělení. Čelil výhradám, že vtělení a ukřižování Božího Syna je nevhodné. Atanáš argumentoval tím, že jedině skrze toho, kdo stvořil svět, může být svět znovu obnoven a tato obnova mohla nastat jedině prostřednictvím kříže.
Když se Atanáš po nástupu imperátora Julíána Apostaty mohl vrátit do Alexandrie, neváhal svolat roku 362 koncil, kde obhajoval Nicejský koncil a tvrdě vystupoval proti arianismu. Atanáš napsal Tomus ad Antiochenos (List Antiochijským), v němž vyjevuje své teologické postoje. Podařilo se mu také na svou stranu získat mnoho biskupů, což nemalou mírou přispělo k porážce arianismu.

### Porážka arianismu
Doktríně o Trojici dali definitivní podobu tři teologové z Kapadocie ve východní Malé Asii. A tím porazili arianismus. Stalo se tak koncem čtvrtého století. Byli to: Basil z Cesareje, jeho bratr Řehoř Nysánský a blízký Basilův přítel, Řehoř Naziánský. Přispěli k uspořádání slovníku o Trojici výrazy úsia pro jedinou podstatu Boží a hypostasis pro osoby Trojice. Tím, že kladli důraz na tři základní přirozenosti v jednom Bohu, očistili Nicejské vyznání víry od podezření ze sabelianismu, z něhož je podezírali umírnění. Trvali také důrazně na tom, že Duch svatý je také úsios.

## Významné spisy
- De incarnatione („O vtělení“, asi 318, ale možná i 362/363).
- Contra gentes („Proti pronárodům“).
- Contra Arianos („Proti ariánům“, promluvy, 336 nebo 356-358) – nejznámější a nejdelší protiariánské dílo.[5]
- Různé Apologie (obrany) a dopisy – sem lze zařadit již zmíněné dílo O vtělení a také Promluvu proti Řekům.
- Vita sancti Antonii („Život svatého Antonína“) – Atanášův nejslavnější spis. Svatého Antonína považoval za prvního mnicha a tato kniha pomohla šíření ideálu mnišského života hlavně na Západě. Byl velmi brzo přeložen do latiny a vedle tohoto překladu existuje také syrský a koptský. Antonín byl poustevník a organizátor poustevnických komunit. Toto dílo bylo napsáno na popud mnichů, kteří si přáli vědět, zda všechno, co se o něm vypráví, je pravda.
- Velikonoční listy – tyto listy Atanáš každoročně posílal egyptským církvím k velikonočnímu čtení. Jeden z nevýznamnějších je jeho 39. list z roku 367, protože je v něm poprvé uveden seznam sedmadvaceti novozákonních knih.